# سيلفان جوينتولي
سيلفان جوينتولي (بالفرنسية: Sylvain Guintoli)‏ مواليد 24 يونيو 1982 في فرنسا، هو متسابق دراجات نارية بريطاني فاز ببطولة العالم للسوبربايك. نافس في سباقات بطولة العالم لفئة 250 سي سي ولفئة 50 سي سي. كما شارك في بطولة العالم للموتو جي بي.

## روابط خارجية
- سيلفان جوينتولي على موقع MotoGP.com (الإنجليزية)
- سيلفان جوينتولي على موقع WorldSBK.com (الإنجليزية)